# Air-Tindi-Flug 200
Der Air-Tindi-Flug 200 (Flugnummer IATA: 8T200, ICAO: TIN200, Funkrufzeichen: TINDI 200) war ein regionaler Inlandsflug der Air Tindi von Yellowknife nach Łutsël K'é. Am 4. Oktober 2011 wurde der Flug mit einer Cessna 208B Grand Caravan durchgeführt. Im Endanflug auf den Flughafen Łutsël K'é wurde die Maschine dabei in den Boden geflogen, wobei zwei der vier Personen an Bord getötet wurden. Toxikologische Untersuchungen nach dem Unfall ergaben, dass der Pilot die Maschine unter Drogeneinfluss geflogen hatte.

## Flugzeug
Bei der Maschine handelte es sich um eine im Jahr 1992 gebaute Cessna 208B Grand Caravan mit der Werknummer 208B0308. Die Maschine wurde am 28. Juli 1992 an die kanadische Air Tindi ausgeliefert und erhielt in diesem Zuge das Luftfahrzeugkennzeichen C-GATV, mit dem sie bis zuletzt in Betrieb war.

## Insassen
Den Flug von Yellowknife nach Łutsël K'é hatten drei Passagiere angetreten. Als einziges Besatzungsmitglied befand sich ein Flugkapitän an Bord. Ein zweiter Pilot oder Flugbegleiter waren auf dem Regionalflug nicht vorgesehen.
Die Unternehmenspraxis der Air Tindi sah vor, dass neue Mitarbeiter zunächst auf dem Vorfeld arbeiteten, ehe sie zu Ersten Offizieren und dann zu Flugkapitänen ausgebildet wurden. Auch der 28-jährige Matthew Bromley, Pilot der Unfallmaschine, hatte, nachdem er im Jahr 2004 seine kommerzielle Pilotenlizenz erworben hatte, bis 2007 auf dem Vorfeld gearbeitet. Er wurde anschließend als Erster Offizier auf der de Havilland Canada DHC-6 ausgebildet, wobei er mit diesem Flugzeugtyp 1.500 Flugstunden, hauptsächlich im Sichtflug, absolvierte. Im Jahr 2010 begann er, die Beechcraft King Air 200 zu fliegen, auf der er 450 Flugstunden im Instrumentenflug ableistete. Ab Februar 2011 wurde er auf der Cessna 208 ausgebildet. Nachdem er eine erste Prüfung nicht bestanden hatte, absolvierte er schließlich im August 2011 doch noch erfolgreich das Training. Die Cessna 208 flog der Kapitän lediglich im Sichtflug.

## Unfallhergang
Die Maschine startete um 11:03 Uhr in Yellowknife, wobei der Flug nach Łutsël K'é nach Sichtflugregeln durchgeführt wurde. Die Maschine sollte um 11:45 Uhr am Zielflughafen eintreffen. Da sich entlang der Flugstrecke eine Wolkendecke in niedriger Höhe befand, flog der Pilot die Maschine in niedriger Höhe über dem Boden, sodass er den Sichtkontakt zum Boden aufrechterhalten konnte. Die Flughöhe der Maschine schwankte auf dem Flug zwischen 129 Fuß und 600 Fuß über dem Boden. Bei Utsingi Point prallte die Maschine in Reisefluggeschwindigkeit gegen ansteigendes Gelände. Die Tragflächen waren zum Unfallzeitpunkt eben ausgerichtet. Bei dem Unfall wurden der Flugkapitän und ein Passagier getötet.

## Ursache
Das Transportation Safety Board of Canada übernahm nach dem Unfall die Ermittlungen zur Unfallursache. Die Ermittler sahen eine Ursache des Unfalls in der geringen Flughöhe, in der der Flug durchgeführt wurde. Dem Flugkapitän sei es dadurch nur sehr eingeschränkt möglich gewesen, unebenes Gelände rechtzeitig zu erkennen und diesem auszuweichen. Die toxikologische Untersuchung ergab zudem eine hohe Konzentration von Cannabinoiden im Blut des Flugkapitäns. Die Konzentration des Stoffes sei nach Ansicht der Ermittler hoch genug gewesen, um auf das Reaktions- und Entscheidungsvermögen des Flugkapitäns zu beeinträchtigen.